# Enders (Nebraska)
Enders è un census-designated place (CDP) degli Stati Uniti d'America, situato nello stato del Nebraska, nella contea di Chase. Secondo il censimento del 2020 gli abitanti di Enders ammontavano a 37.